# Акција „Тражимо загађивача године и заштитнике животне средине”
Тражимо загађивача године и заштитнике животне средине је највећа и најстарија еколошка акција у Србији. Покренули су је 1983. године еколошки магазин „Чекајући ветар“ Радио Београда 2 и Друштво за чистоћу ваздуха у Србији. Од 2010. организатори су Радио Београд 2 и Покрет горана Војводине. Циљ акције је унапређење заштите и очувања животне средине кроз награђивање појединаца и организација које највише брину или, са друге стране, највише загађују животну средину. У акцији је учествује и велики новинарски жири, састављен од новинара еколошких рубрика штампаних, електронских и интернет медија.
Предлоге за добитнике признања могу послати појединци, организације и институције. Акција се одвија током целе године, а завршна манифестација доделе признања у првој половини наредне године у Сремским Карловцима, као еколошки чистој животној средини, богатој културним и природним вредностима. По завршетку акције жири додељује два признања: „Зелени лист” организацијама и појединцима који највише брину о заштити животне средине и „Црни лист” организацијама и појединцима који највише утичу на деградацију животне средине. Признања се додељују сваке године и представљају најстарије еколошко признање у Србији. Сваке године додељује се велики број признања „Зелени лист” и најчешће једно (али се дешава да се додели и неколико) признање „Црни лист”, онима који покажу највећу небригу о животној средини.
Акција Тражимо загађивача године и заштитнике животне средине значајно доприноси подизању свести о потреби заштите, очувања и унапређења природног окружења у целој држави. Верује се да додела „Црног листа" нарочито утиче на понашање дотадашњих загађивача, од којих су неки посебним ангажовањем у наредном периоду постали добитници признања „Зелени лист”.

## Признање „Зелени лист”
Признање „Зелени лист” додељује се појединцима, организацијама и институцијама које су дали значајан допринос у заштити, поправљању и очувању животне средине кроз активности као што су: борба против загађивача, научни радови из области заштите животне средине, популаризација и промоција еколошке свести. Међу досадашњим добитницима овог признања су, између осталих: акција „Чеп за хендикеп”, амбасаде Јапана и Шведске, Грин Фест, улични уметник Андреј Јосифовски - Пијаниста, Еко стража, емисија „Марка жвака”, Ботаничка башта Крагујевац и Удружење Екомар из Крагујевца, турнир „Србија опен”, Српска академија наука и уметности, емисија „Знање имање”...
Дешава се да појединци ово највеће еколошко признање у Србији заслуже и више пута. Фестивал еколошког позоришта за децу и младе (ФЕП) признање „Зелени лист” добио је два пута — 1997. и 2019. године.

## Признање „Црни лист”
Признање „Црни лист” сваке године додељује се ономе ко покаже највише небриге за животну средину. Међу добитницима признања „Црни лист” су:
- 2011. — Фабрика за прераду уља Витал из Врбаса.
- 2012. — Концерн Фармаком МБ из Зајаче због загађења ваздуха и земљишта оловом и угрожавања здравља деце.
- 2015. — Републичка санитарна инспекција због недоследности у спровођењу Закона о заштити становништва од изложености дуванском диму.
- 2016. — Компанија Еко 21 за непрописно одлагање опасног отпада.
- 2017. — Компанија Степ транс из Новог Сада, због држања неколико десетина пута веће количине опасног отпада од оне за коју су имали дозволу.[4]
- 2018. — Термоелектрана и рудници Костолац због неодговарајућег санирања пепелишта и небригу о животној средини.
- 2019. — Општина Бачка Топола због велике количине отпадних вода и кланичног отпада и две деценије некажњеног загађивања реке Криваје, као и воде, ваздуха и целокупне животне средине у овој опшини.
- 2020. — Скупштина општине Пријепоље због несанитарних дивљих депонија, компанија Србија Зиђин Копер због недовољног улагања у смањење загађења животне средине у Бору и Републичка ветеринарска инспекција због нерешавања проблема дивљих депонија животињског отпада.[6]
- 2021. — Фабрика камене вуне Кнауф Инсулејшн из Сурдулице због угрожавања животне средине у Сурдулици и Електропривреда Србије због неодговорног односа према животној средини.[9]
- 2022. — ЈП Железнице Србије због непредузимања мера за поправљање дотрајалих пруга и излагања грађана Србије великој опасности од хемијских инцидената и компанија Хенкел због издавања енергетских пасоша који су приказивали да су неке зграде ефикасније него што јесу, чиме су купци преварени, а инвеститорима омогућено да зараде више новца.[1] Компанија Хенкел је тим поводом реаговала званичним саопштењем и тврдњом да су пласиране информације неистините и најавила опомене пред утужење против организатора акције и жирија, због нарушавања угледа компаније и изношења нетачних информација.[12]

Претходних година „Црни лист” добили су и Комунална полиција Београда и ЈП Нишке термоелектране.
Признање „Црни лист" понекад позитивно утиче на понашање дотадашњег загађивача, па он посебним ангажовањем у наредном периоду постане добитник признања „Зелени лист”. Такав је случај са Општином Пријепоље, која је 2020. добила „Црни лист” због несанитарних дивљих депонија, да би 2021. добила „Зелени лист” за активности на заштити долине реке Лим и уклањање депоније Стањевина.
Супротан пример је Електропривреда Србије. Године 2021. ово предузеће добило је „Црни лист" због неодговорног односа према животној средини, а такође је и Термоелектрана Костолац, која је у саставу ЕПС-а, ово признање добила 2018. због неодговарајућег санирања пепелишта и небригу о животној средини. У ранијем периоду ситуација је била потпуно другачија, па су термоелектране у саставу ЕПС-а ранијих година чак три пута освајале „Зелени лист”: 1989. Термоелектрана „Колубара“ у Великим Црљенима (која послује у саставу ТЕ „Никола Тесла“), а затим и Термоелектрана „Никола Тесла“ у Обреновцу чак два пута — 2000. за обављену биолошку рекултивацију депонија пепела и 2005. за велика улагања у реконструкцију електрофилтерских постројења.